# Incidenty Lidové revoluční strany
Incidenty Lidové revoluční strany byly právní případy v Jižní Koreji, ve kterých jihokorejská vláda obvinila osoby se socialistickými sklony v souladu s Antikomunistickým zákonem v roce 1965 (první incident) a Národním bezpečnostním zákonem v roce 1975 (druhý incident). 
27. prosince 2005 bylo v těchto případech přijato odvolání a 23. ledna 2007 Okresní soud ve středním Soulu rozhodl, že obžalovaní v souvislosti s obviněními za porušení nouzových prezidentských zákonů, Zákona o národní bezpečnosti, spiknutí a přípravě občanské války a porušení Antikomunistického zákona nejsou vinni. 

## První událost
První incident se odehrál 14. srpna 1965. Národní zpravodajská služba Jižní Koreje (NIS) tvrdila, že Do Ye-jong (도예종), Yang Choon-woo (양춘우), Park Hyun-chae (박현채) a deset dalších osob organizovali Lidovou revoluční stranu. Podle NIS to byla „organizace, která se snaží svrhnout Korejskou republiku podle severokorejských programů“, a „snažila se získat více lidí z různých prostředí pro rozšíření struktur strany“. Do, Yang, Park a dalších šest osob bylo odsouzeno na šest let vězení, zatímco jiní byli odsouzeni od jednoho roku odnětí svobody do tří let se zkušební dobou. 

## Druhý případ
Druhý případ, také známý jako „incident Výboru pro znovuzaložení Lidové revoluční strany“ (v korejštině: 인민 혁명당 재건 위원회 사건), se konal 9. dubna 1975. V prosinci 1972 začala vláda Pak Čong-huie s „Yushin-systémem“, anti-ústavním systémem působícím ve prospěch autokracie Čong-huie. Také únos Kim Te-džunga, vedoucího politika opozice, znásobil hněv jihokorejských lidí způsobený systémem Yushin. Od října 1973 demonstrace proti vládě Čong-huie nabíraly na síle. 
3. dubna 1974 prezident Pak Čong-hui oznámil existenci extremistické socialistické skupiny „Lidová revoluční strana“, a zakázal všechny činnosti s ní související. 
Jak narůstaly demonstrace proti diktatuře Pak Čong-huie, NIS zatkla 25. dubna 1974 bez rozkazu v rámci Národního bezpečnostního zákona 1024 lidí, včetně Do Ye-jonga. 253 z nich bylo uvězněno. 9. dubna 1975 Nejvyšší soud v Jižní Koreji odsoudil na smrt Do Ye-jonga, Yeo Jeong-nama, Kim Yong-wona, Lee Soo-byeonga, Ha Jae-wana, Seo Do-wona, Song Sang-jina a Woo Hong-seona. Pouze 18 hodin po oznámení trestu smrti byly provedeny popravy: 
- Do Ye-jong (도예종, †52)
- Yeo Jeong-nam (여정남, †32)
- Kim Yong-won (김용원, †41)
- Lee Soo-byeong (이수 병, †40)
- Ha Jae-wan (하재완, †44)
- Seo Do-won (서도원, †53)
- Song Sang-jin (송상진, †48)
- Woo Hong-seon (우 홍선, †46)

## Revize
Podle novějších zpráv šlo o vykonstruované procesy a vyšetřovací komise zjistila, že obvinění byly falešná. Přiznání byla získána pomocí mučení a nátlaku. Také „Lidová revoluční strana“ pravděpodobně nikdy neexistovala a ve skutečnosti byla vymyšlena tajnou policií (KCIA).